# Џуит Сити (Конектикат)
Џуит Сити (енгл. Jewett City) град је у америчкој савезној држави Конектикат.

## Демографија
По попису из 2010. године број становника је 3.487, што је 434 (14,2%) становника више него 2000. године.
| Група             | 2000.         | 2010.         |
| Белци             | 2.768 (90,7%) | 2.860 (82,0%) |
| Афроамериканци    | 75 (2,5%)     | 141 (4,0%)    |
| Азијати           | 44 (1,4%)     | 165 (4,7%)    |
| Хиспаноамериканци | 87 (2,8%)     | 172 (4,9%)    |
| Укупно            | 3.053         | 3.487         |